# Stadtweger Teich

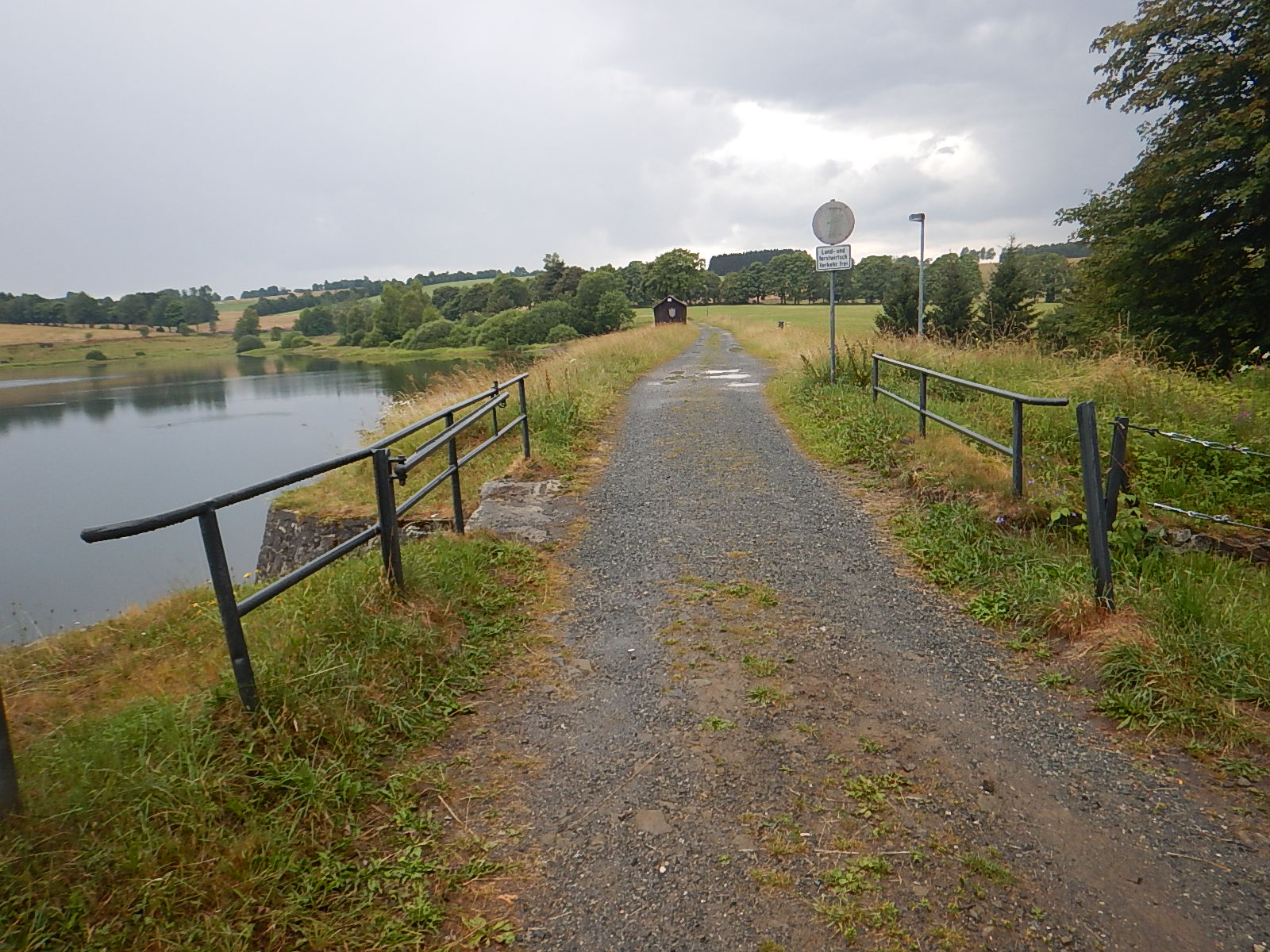
Dammkrone des Stadtweger Teiches

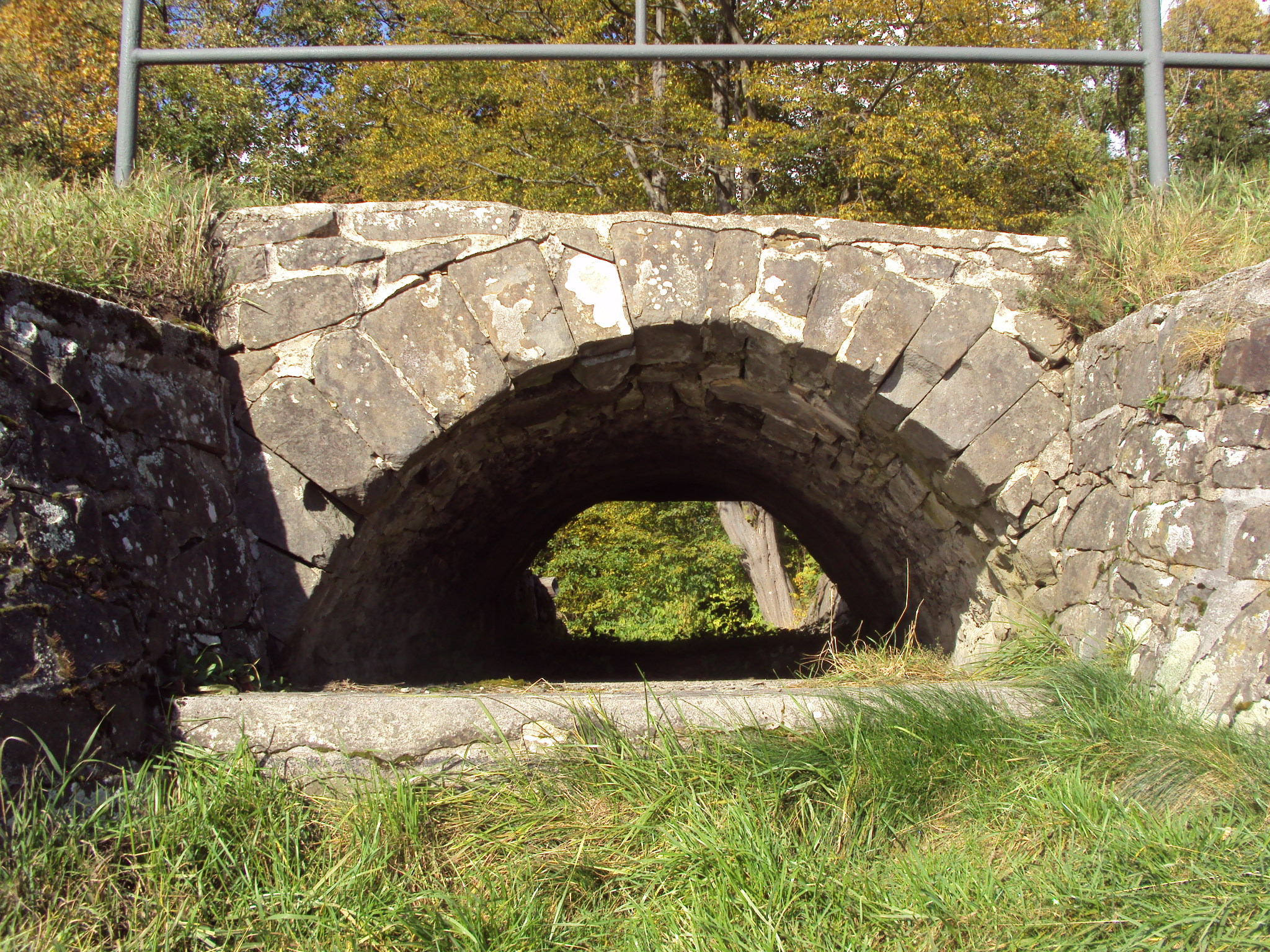
Gewölbebrücke der Hochwasserentlastungsanlage Stadtweger Teich

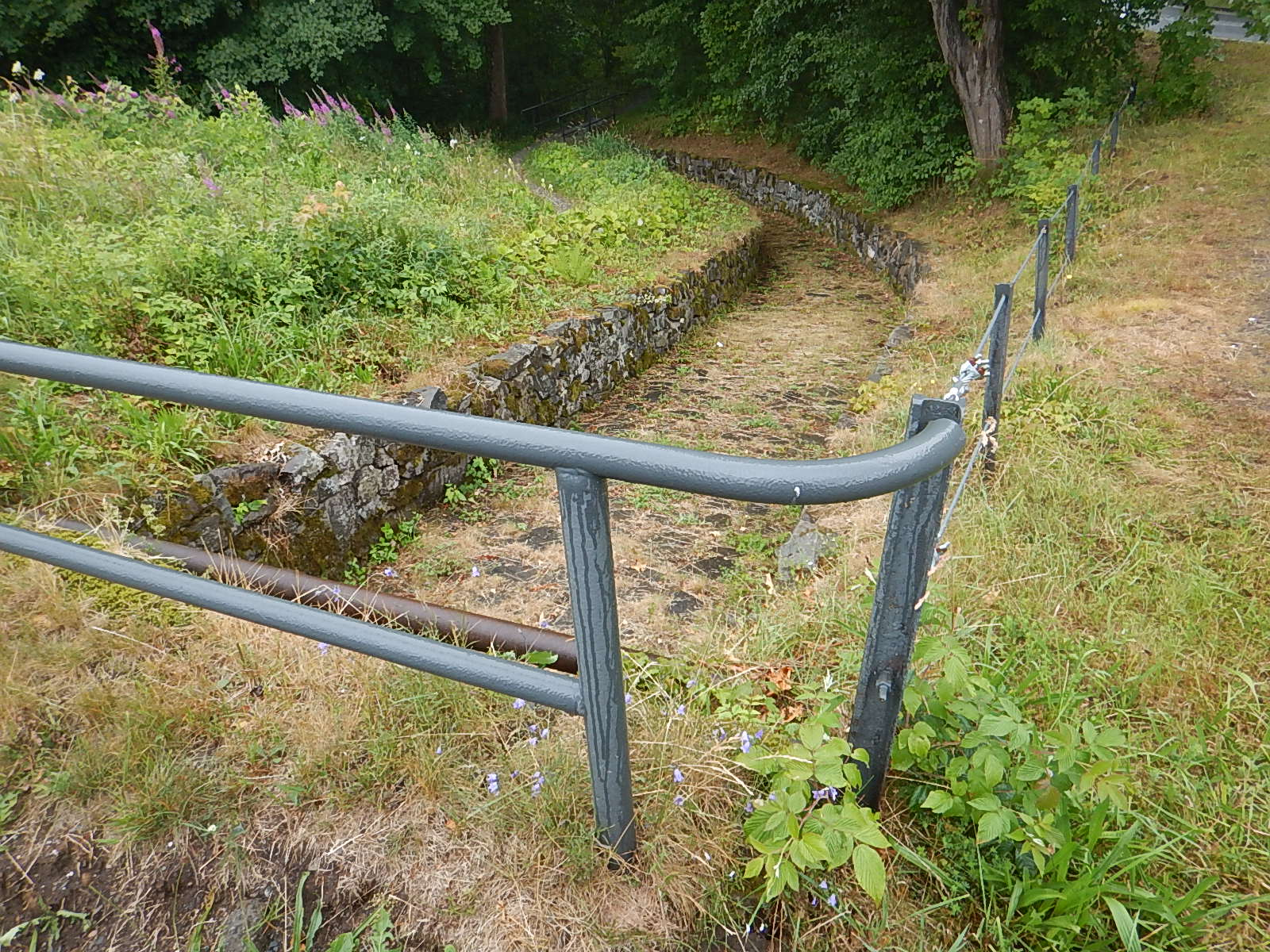
Schussrinne des Stadtweger Teiches

Der Stadtweger Teich ist eine historische Talsperre bei Clausthal-Zellerfeld. Er wurde im Zusammenhang mit dem Oberharzer Wasserregal von Oberharzer Bergleuten im 17. Jahrhundert angelegt und gehört zu den Oberharzer Teichen. Wie alle Bauwerke des Oberharzer Wasserregals ist auch der Stadtweger Teich seit dem Jahr 2010 Bestandteil des UNESCO-Weltkulturerbes Bergwerk Rammelsberg, Altstadt von Goslar und Oberharzer Wasserwirtschaft.

## Lage
Der Teich liegt etwa einen Kilometer nordöstlich des Clausthal-Zellerfelder Stadtteils Zellerfeld. Er befindet sich im Flussgebiet des Spiegelbaches im Einzugsgebiet der Innerste. Unmittelbar unterhalb des Teiches befinden sich zwei Mühlenteiche, die nicht dem Oberharzer Wasserregal zugeordnet sind. Weiter unterhalb befinden sich der Obere- und der Untere Spiegeltaler Teich. Etwa 15 Kilometer Fließstrecke weiter befindet sich die Innerstetalsperre.
Nördlich und östlich läuft relativ dicht am Ufer entlang die B 241; nördlich schließt sich die kleine Siedlung Erbprinzentanne an.

## Beschreibung
Der Staudamm wurde als Erdbauwerk, das heißt mit einer Erd- und Felsschüttung, erstellt. Dieses Dammschüttmaterial wurde örtlich gewonnen und ist von überwiegend steiniger Substanz.
Es handelt sich hier um einen der wenigen Teiche der „Neuen Bauart“. Demnach befindet sich seine Rasensodendichtung in Dammmitte und der Grundablass wird von einem in Dammmitte befindlichen Striegelhaus bedient. Aufgrund seiner Dammhöhe und seines Stauvolumens wird er als Talsperre gemäß Niedersächsischem Wassergesetz eingeordnet.
Die Hochwasserentlastungsanlage ist als Gewölbebrücke aus Grauwackesteinen konstruiert. Grundablass und Ausflut münden in den Stadtweger Grundgraben, ehemals Stadtweger Graben. Heute wird das ablaufende Wasser nach kurzer Passage durch den Stadtweger Grundgraben dem Spiegelbach zugeführt.

## Bauwerkshistorie
Das Bauwerk datiert auf das Jahr 1727. Es ist bekannt, dass es mindestens zwei Vorgängerbauwerke im heutigen Stauraum gab, die durch die Neuanlage heute überstaut sind. Bei leerem Teich findet man zumindest im Tal zum Schröterbach hin Bauwerksreste eines Vorgängerteiches.
Der Teich wurde angelegt, um die Bergwerke in Bockswiese mit Aufschlagwasser zu versorgen. Das Wasser des Teiches wurde in den Stadtweger Graben eingeleitet, floss in diesem um den Unteren Kellerhalsteich herum in das Pisstal, dort durch den Pisstaler Wasserlauf nach Bockswiese, wo es in den dortigen Bergwerken verwendet werden konnte. Eine Nutzung des Wassers durch Zellerfelder Bergwerke kam nicht in Frage, da der Teich dafür zu tief lag.
Nach Stilllegung des Bergbaus in Bockswiese im Jahr 1930 wurde ein kleines Pumpwerk am Auslauf des Grundablasses errichtet, welches das Wasser des Stadtweger Teiches in den oberhalb gelegenen Zellerfelder Kunstgraben pumpen konnte. Nach Stilllegung des Kraftwerkes Ottiliaeschacht musste 1982 erst wieder eine Verbindung zum Stadtweger Grundgraben geschaffen werden, damit das Wasser ablaufen kann.
1995 und 1996 erfolgte eine restlose Entleerung des Teiches, um einen neuen Ausbau in den Striegelschacht zu setzen. Eingebaut wurde eine Vollschrotzimmerung aus beständigem Eichenholz. Im Jahr 2022 führte man eine Dammerhöhung um mehrere Dezimeter durch, um das Bemessungshochwasser abführen zu können.

## Einzugsgebiet, Wasserwirtschaft
Das natürliche Einzugsgebiet besteht fast ausschließlich aus eher flach geneigten Bergwiesen, am südöstlichen Ufer befinden sich Gebäude einer ehemaligen Straßenmeisterei und  in der äußersten Peripherie grenzen einige Wohnhäuser von Zellerfeld an. Das Einzugsgebiet wird sehr stark vom Zellerfelder Kunstgraben geprägt, der den Teich quasi von drei Seiten umschließt und 0,96 km² des Einzugsgebietes kontrolliert. Er ist bei Niedrigwasser so geschaltet, dass er alles Wasser, was er auffangen kann, am Stadtweger Teich vorbei in Richtung Zellerfeld führt.
Aufgrund hydraulischer Engpässe im Bereich der Untermühle wird die Anlage als Hochwasserschutzteich gefahren. Das heißt, dass sein Wasserspiegel aus Hochwasserschutzgründen mittels des Striegels immer auf etwa 1,3 Meter unterhalb des Überlaufniveaus gehalten wird. Zu einem Überlauf über die Hochwasserentlastungsanlage kommt es dank des guten Ausbaugrades selten.
Der Teich hat einen großen Bestand an seltenen Edelkrebsen. Aufgrund der Vorkommen von seltener Teichbodenvegetation wie Knorpelmiere und Hirschsprung wird die Anlage mit wechselnden Wasserständen gefahren. Für diesen so genannten „Ökobetrieb“ wird etwa alle zwei bis drei Jahre der Teich ab Mitte Juli nach und nach abgesenkt.